# 입방정계
입방정계(立方晶系, cubic crystal system)는 7 결정계 중 하나로 단위세포가 정육면체 모양이며, 세 결정축이 서로 수직이다. 7 결정계 중 가장 많은 대칭성을 가지고 있다. 등축정계(等軸晶系, isometric) crystal system) 또는 등방정계(等方晶系)라고도 한다.
입방정계에는 단순 입방(primitive cubic; pc 또는 simple cubic; sc), 체심 입방(body centered cubic; bcc), 면심 입방(face centered cubic; fcc)의 3가지 브라베 격자가 있다.

## 브라베 격자
| 브라베 격자 | 단순 입방 (sc) | 체심 입방 (bcc) | 면심 입방 (fcc) |
| 피어슨 심볼 | cP             | cI              | cF              |
| ----------- | -------------- | --------------- | --------------- |
| 단위 세포   |                |                 |                 |

단순 입방(sc)은 정육면체의 각 꼭짓점에 격자점이 위치한다. 근처 8개의 단위 세포가 각 꼭짓점의 격자점을 서로 공유하고 있어서 단위 세포 내 격자점은 1개(1⁄8 × 8)가 된다. 

체심 입방(bcc)은 8개의 꼭짓점 외에 단위 세포의 정중앙에 또 하나의 격자점이 위치한다. 단위 세포 내 격자점은 2개(1⁄8 × 8 + 1)이다. 

면심 입방(fcc)은 8개의 꼭짓점에 더해서 정육면체의 각 6개 면의 두 대각선 교점인 면의 정중앙에 격자점이 위치한다. 면의 정중앙에 있는 격자점은 두 단위세포가 공유하므로 단위 세포 내 격자점은 4개(1⁄8 × 8 + 1⁄2 × 6)이다. 배위수는 12이다.
면심 입방은 조밀 육방과 격자점 배치가 같다고 볼 수 있다. 즉 면심 입방의 면은 육방 정계의 격자이다.

## 결정 분류
아래는 입방정계에 속하는 점군의 목록이다
| #       | 점군           | 점군     | 점군          | 점군     | 점군   | 유형                        | 예                        | 공간군                 | 공간군                 | 공간군        |
| #       | 이름           | 쇤플리스 | 국제          | 오비폴드 | 콕서터 | 유형                        | 예                        | 단순 입방정계          | 면심 입방정계          | 체심 입방정계 |
| ------- | -------------- | -------- | ------------- | -------- | ------ | --------------------------- | ------------------------- | ---------------------- | ---------------------- | ------------- |
| 195–197 | Tetartoidal    | T        | 23            | 332      | [3,3]+ | 좌우상 (enantiomorphic)     | 울만나이트, 염소산 나트륨 | P23                    | F23                    | I23           |
| 198–199 | Tetartoidal    | T        | 23            | 332      | [3,3]+ | 좌우상 (enantiomorphic)     | 울만나이트, 염소산 나트륨 | P213                   |                        | I213          |
| 200–205 | Diploidal      | Th       | 2/m3 (m3)     | 3*2      | [3+,4] | 중앙 대칭 (centrosymmetric) | 황철석                    | Pm3, Pn3               | Fm3, Fd3               | I3            |
| 205–206 | Diploidal      | Th       | 2/m3 (m3)     | 3*2      | [3+,4] | 중앙 대칭 (centrosymmetric) | 황철석                    | Pa3                    |                        | Ia3           |
| 207–211 | Gyroidal       | O        | 432           | 432      | [3,4]+ | 좌우상 (enantiomorphic)     | 펫자이트                  | P432, P4232            | F432, F4132            | I432          |
| 212–214 | Gyroidal       | O        | 432           | 432      | [3,4]+ | 좌우상 (enantiomorphic)     | 펫자이트                  | P4332, P4132           |                        | I4132         |
| 215–217 | Hextetrahedral | Td       | 43m           | *332     | [3,3]  |                             | 섬아연석                  | P43m                   | F43m                   | I43m          |
| 218–220 | Hextetrahedral | Td       | 43m           | *332     | [3,3]  | P43n                        | 섬아연석                  | F43c                   | I43d                   |               |
| 221–230 | Hexoctahedral  | Oh       | 4/m32/m (m3m) | *432     | [3,4]  | 중앙 대칭 (centrosymmetric) | 방연석                    | Pm3m, Pn3n, Pm3n, Pn3m | Fm3m, Fm3c, Fd3m, Fd3c | Im3m, Ia3d    |

### 암염 구조

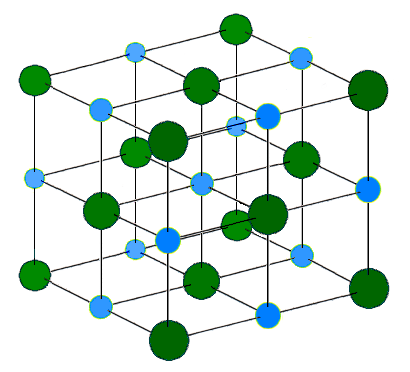
염화나트륨결정은 fcc구조를 가진다. 각 원자가 6개의 원자와 이웃하여 8면체 모양을 이루는 이 배열을 입방 밀집 구조(ccp)라고 한다.
하늘색 = Na^{+} (나트륨 이온), 녹색 = Cl^{−} (염소 이온)

염화나트륨에서 염소 이온은 입방 밀집 구조를 이루고 있으며, 염소 이온보다 작은 나트륨 이온이 염소 이온 사이의 틈을 채우고 있다. 각 이온은 6개의 다른 종류의 이온과 이웃한다. 염화나트륨 외에도 많은 광물이 가지고 있는 이러한 구조를 암염 구조라고 한다.

### 참고 문헌
- Hurlbut, Cornelius S.; Klein, Cornelis, 1985, Manual of Mineralogy, 20th ed., Wiley, ISBN 0-471-80580-7

## 같이 보기
- 결정계
- 브라베 격자
- 결정학적 점군
- 공간군
- 암염